# Aphanosara
Aphanosara là một chi bướm đêm thuộc họ Cosmopterigidae.